# 宜賓流杯池及石刻題記
宜賓流杯池及石刻題記位於四川省宜賓市翠屏区，文物遺址年代判定為宋至民国。1980年7月7日列為四川省重新確定公布的第一批省級文物保護單位，2019年10月7日公布为第八批全国重点文物保护单位。